# Арімо (Айдахо)
Арімо (англ. Arimo) — місто в окрузі Беннок, штат Айдахо, США. Належить до агломерації Покателло. Згідно з переписом 2010 року населення становило 355 осіб, що на 7 осіб більше, ніж 2000 року.

## Географія
Арімо розташоване за координатами 42°33′34″ пн. ш. 112°10′17″ зх. д. / 42.55944° пн. ш. 112.17139° зх. д. (42.559453, -112.171384).  За даними Бюро перепису населення США в 2010 році місто мало площу 1,13 км², з яких 1,13 км² — суходіл та 0,00 км² — водойми. В 2017 році площа становила 1,07 км², уся площа — суходіл.

## Демографія

### Перепис 2010 року
Згідно з переписом 2010 року, у місті проживало 355 осіб у 108 домогосподарствах у складі 89 родин. Густота населення становила 311,5 особи/км². Було 121 помешкання, середня густота яких становила 106,2 особи/км². Расовий склад міста: 91,3 % білих, 0,3 % азіатів, 1,7 % тихоокеанських остров'ян, 2,0 % інших рас, а також 4,8 % людей, які зараховують себе до двох або більше рас. Іспанці і латиноамериканці незалежно від раси становили 3,1 % населення.
Із 108 домогосподарств 44,4 % мали дітей віком до 18 років, які жили з батьками; 74,1 % були подружжями, які жили разом; 5,6 % мали господиню без чоловіка; 2,8 % мали господаря без дружини і 17,6 % не були родинами. 13,9 % домогосподарств складалися з однієї особи, у тому числі 7,5 % віком 65 і більше років. В середньому на домогосподарство припадало 3,29 мешканця, а середній розмір родини становив 3,67 особи.
Середній вік жителів міста становив 28,9 року. Із них 35,8 % були віком до 18 років; 10,4 % — від 18 до 24; 17,5 % від 25 до 44; 25,3 % від 45 до 64 і 11 % — 65 років або старші. Статевий склад населення: 50,1 % — чоловіки і 49,9 % — жінки.
Середній дохід на одне домашнє господарство  становив 53 956 доларів США (медіана — 51 250), а середній дохід на одну сім'ю — 62 132 долари (медіана — 59 219). За межею бідності перебувало 9,7 % осіб, у тому числі 14,3 % дітей у віці до 18 років та 15,2 % осіб у віці 65 років та старших.
Цивільне працевлаштоване населення становило 127 осіб. Основні галузі зайнятості: освіта, охорона здоров'я та соціальна допомога — 33,1 %, роздрібна торгівля — 18,9 %, транспорт — 11,8 %, публічна адміністрація — 9,4 %.

### Перепис 2000 року
Згідно з переписом 2000 року, у місті проживало 348 осіб у 108 домогосподарствах у складі 78 родин. Густота населення становила 327,7 особи/км²). Було 118 помешкань, середня густота яких становила 111,1/км². Расовий склад міста: 96,55 % білих, 0,57 % азіатів, 0,29 % інших рас і 2,59 % людей, які зараховують себе до двох або більше рас. Іспанці та латиноамериканці незалежно від раси становили 1,44 % населення.
Із 108 домогосподарств 46,3 % мали дітей віком до 18 років, які жили з батьками; 65,7 % були подружжями, які жили разом; 5,6 % мали господиню без чоловіка, і 26,9 % не були родинами. 25,0 % домогосподарств складалися з однієї особи, у тому числі 17,6 % віком 65 і більше років. В середньому на домогосподарство припадало 3,22 мешканця, а середній розмір родини становив 4,00 особи.
Віковий склад населення: 39,4 % віком до 18 років, 8,3 % від 18 до 24, 21,8 % від 25 до 44, 17,0 % від 45 до 64 і 13,5 % років і старші. Середній вік жителів — 28 років. Статевий склад населення: 48,3 % — чоловіки і 51,7 % — жінки.
Середній дохід домогосподарств у місті становив US$33 500, родин — $41 944. Середній дохід чоловіків становив $31 406 проти $19 688 у жінок. Дохід на душу населення в місті був $10 312. Приблизно 7,9 % родин і 12,6 % населення загалом перебували за межею бідності, включаючи 16,0 % віком до 18 років і 6,3 % від 65 і старших.